# Кльопочний
Кльо́почний (рос. Клёпочный) — селище у складі Таштагольського району Кемеровської області, Росія. Входить до складу Каларського сільського поселення.

## Населення
Населення — 3 особи (2010; 5 у 2002).
Національний склад (станом на 2002 рік):
- росіяни — 100 %